# Edward Fokczyński

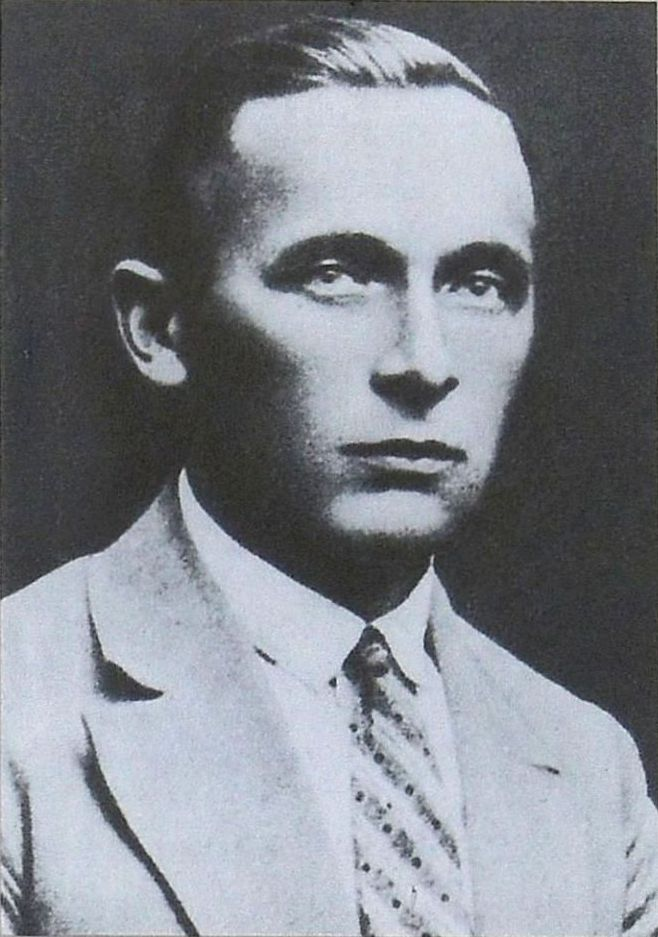
Edward Fokczyński

Edward Fokczyński (* 1896; † 1944 im KZ Sachsenhausen) war einer der vier Firmengründer der AVA-Fabrik, einem kleinen elektrotechnischen Unternehmen in Warschau, das von 1929 bis zum Beginn des Zweiten Weltkriegs bestand und spezielle elektromechanische Geräte insbesondere für das polnische Biuro Szyfrów (BS) (deutsch: „Chiffrenbüro“) herstellte. Zu den wichtigsten Geräten, die diese kleine Firma produzierte, gehörten ab 1934 Nachbauten der deutschen Rotor-Schlüsselmaschine Enigma sowie die zu deren Entzifferung benötigten speziellen kryptanalytischen Geräte, wie Zyklometer und Bomba.

## Leben
Edward Fokczyński war Autodidakt. Nach wenigen Jahren Grundschulausbildung lebte er am Warschauer Wilsonplatz (leicht nördlich des Zentrums). Im Jahr 1927 eröffnete er in der Warschauer Neue-Welt-Straße, unweit des Sitzes des polnischen Generalstabs im Sächsischen Palais (poln. Pałac Saski), eine kleine Werkstatt für Funktechnik. Er erhielt vom dortigen Chiffrenbüro BS, in Person von Hauptmann Maksymilian Ciężki, den er aus ihrer gemeinsamen Zeit von 1919 bis 1922 in der polnischen Armee kannte, von Zeit zu Zeit kleinere Aufträge zur Herstellung besonderer elektromechanischer und funktechnischer Geräte. Im Jahr 1929 entstand aus dieser Werkstatt auf Initiative von Fokczyński und Antoni Palluth sowie den beiden Brüdern Leonard Danilewicz und Ludomir Danilewicz die Wytwórnia Radiotechniczna AVA (deutsch: Funktechnische Fabrik AVA). Kurz darauf, noch im selben Jahr, wechselten sie den Firmensitz und zogen in neue Räumlichkeiten in den südlichen Warschauer Stadtbezirk Mokotów um, der zwischen der Innenstadt und dem später für sie und die Welt noch so bedeutsam werdenden Kabaty-Wald liegt (siehe auch: Treffen von Pyry). Die neue Firmenadresse lautete nun Stepinskastraße Nr. 25 (polnisch: Ulica Stepinska 25).
Kurz darauf, im September 1939, nach dem deutschen Überfall auf Polen, musste Edward Fokczyński, wie fast alle Mitarbeiter des BS und des AVA-Werks, sein Land verlassen, floh über Rumänien und fand zunächst Asyl in Frankreich, wo er, zusammen mit vielen seiner Kollegen im „PC Bruno“, einer geheimen nachrichtendienstlichen Einrichtung der Alliierten in der Nähe von Paris, seine erfolgreiche Arbeit gegen die Enigma fortsetzen konnte. Mit der deutschen Offensive gegen Frankreich im Juni 1940 musste er erneut vor der anrückenden Wehrmacht flüchten und fanden einen neuen Standort (Tarnname: „Cadix“) bei Uzès in der freien südlichen Zone Frankreichs.
Nach der im November 1942 durchgeführten Besetzung der bis dahin freien südlichen Zone Frankreichs, sah er sich gezwungen, weiter zu fliehen und versuchte, in der Nacht vom 10. auf den 11. März 1943, zusammen mit seinen Kollegen Gwido Langer, Maksymilian Ciężki und Antoni Palluth, über die Pyrenäen ins neutrale Spanien zu entkommen. Ihre Flucht wurde verraten und sie wurden gefangen genommen. In der Folge wurde Edward Fokczyński zunächst nach Perpignan gebracht und später im KZ Sachsenhausen interniert. Dort starb er im Jahr 1944 an Auszehrung. Sein Freund und Kollege Antoni Palluth kam im selben KZ bei einem alliierten Bombenangriff noch im April 1945 ums Leben.

## Posthume Ehrung

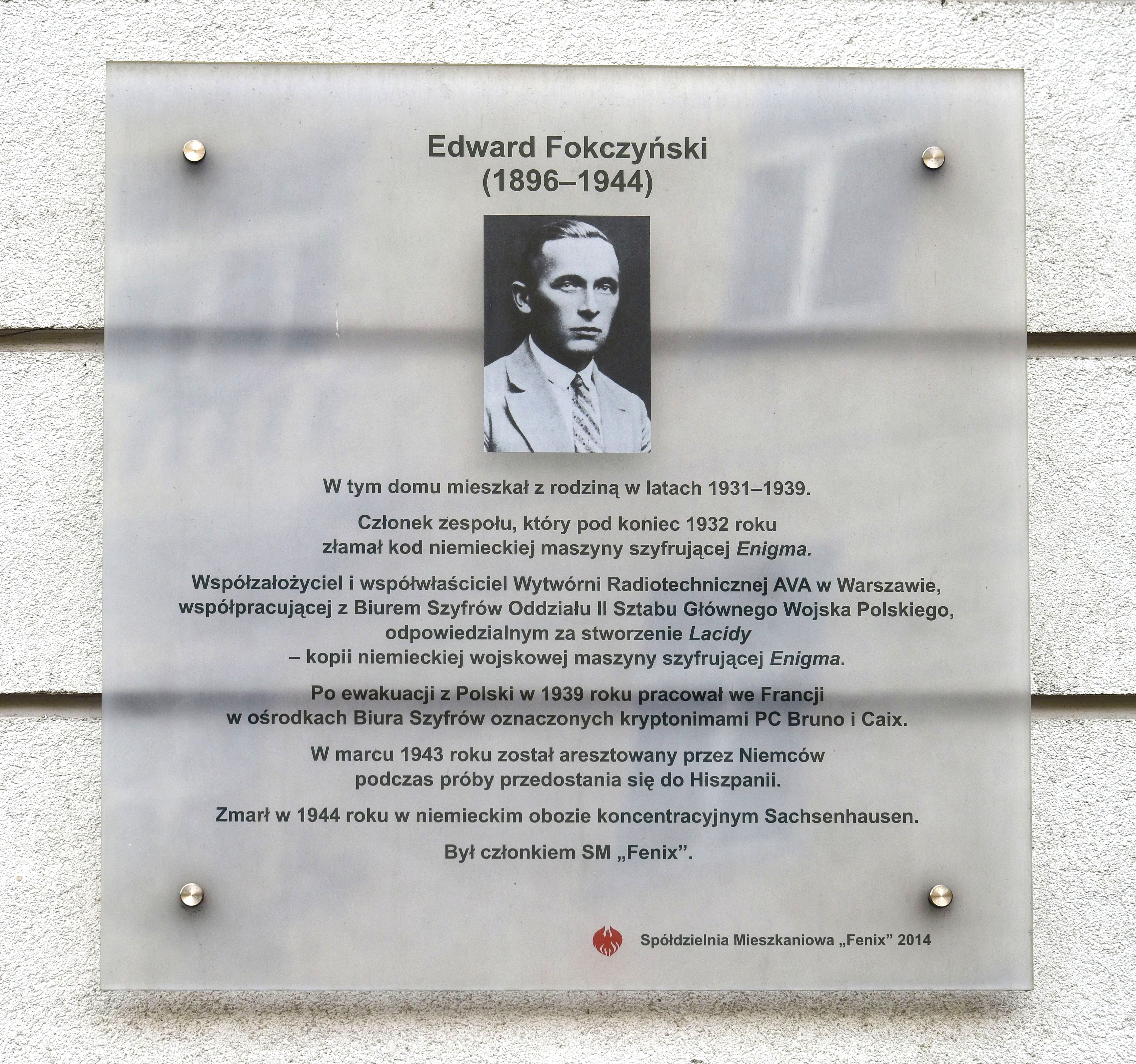
Gedenktafel am Gebäude der heutigen Wohnungsgenossenschaft Fenix am Thomas-Woodrow-Wilson-Platz 4 (Ecke Mickiewicza-Straße).

Im Oktober 2010 wurde Edward Fokczyński posthum das Komturkreuz des Ordens Polonia Restituta verliehen.
Am Haus Nr. 4 am Warschauer Wilson-Platz wurde ihm zu Ehren eine Gedenktafel angebracht.